# أسلام أباد (ريغستان)
أسلام أباد (بالفارسية: اسلام‌آباد) هي قرية تقع في إيران في قسم ریغستان الريفي. يقدر عدد سكانها بـ 234 نسمة .